# Genay, Côte-d'Or
Genay là một xã ở tỉnh Côte-d'Or trong vùng Bourgogne-Franche-Comté, phía đông nước Pháp. Xã Genay, Côte-d'Or nằm ở khu vực có độ cao trung bình 240 mét trên mực nước biển.